# (6815) Mutchler
(6815) Mutchler est un astéroïde de la ceinture principale.

## Description
(6815) Mutchler est un astéroïde de la ceinture principale. Il fut découvert le 25 juin 1979 à Siding Spring par Eleanor Francis Helin et Schelte J. Bus. Il présente une orbite caractérisée par un demi-grand axe de 2,43 UA, une excentricité de 0,19 et une inclinaison de 1,6° par rapport à l'écliptique.

## Compléments